# Josias Braun-Blanquet

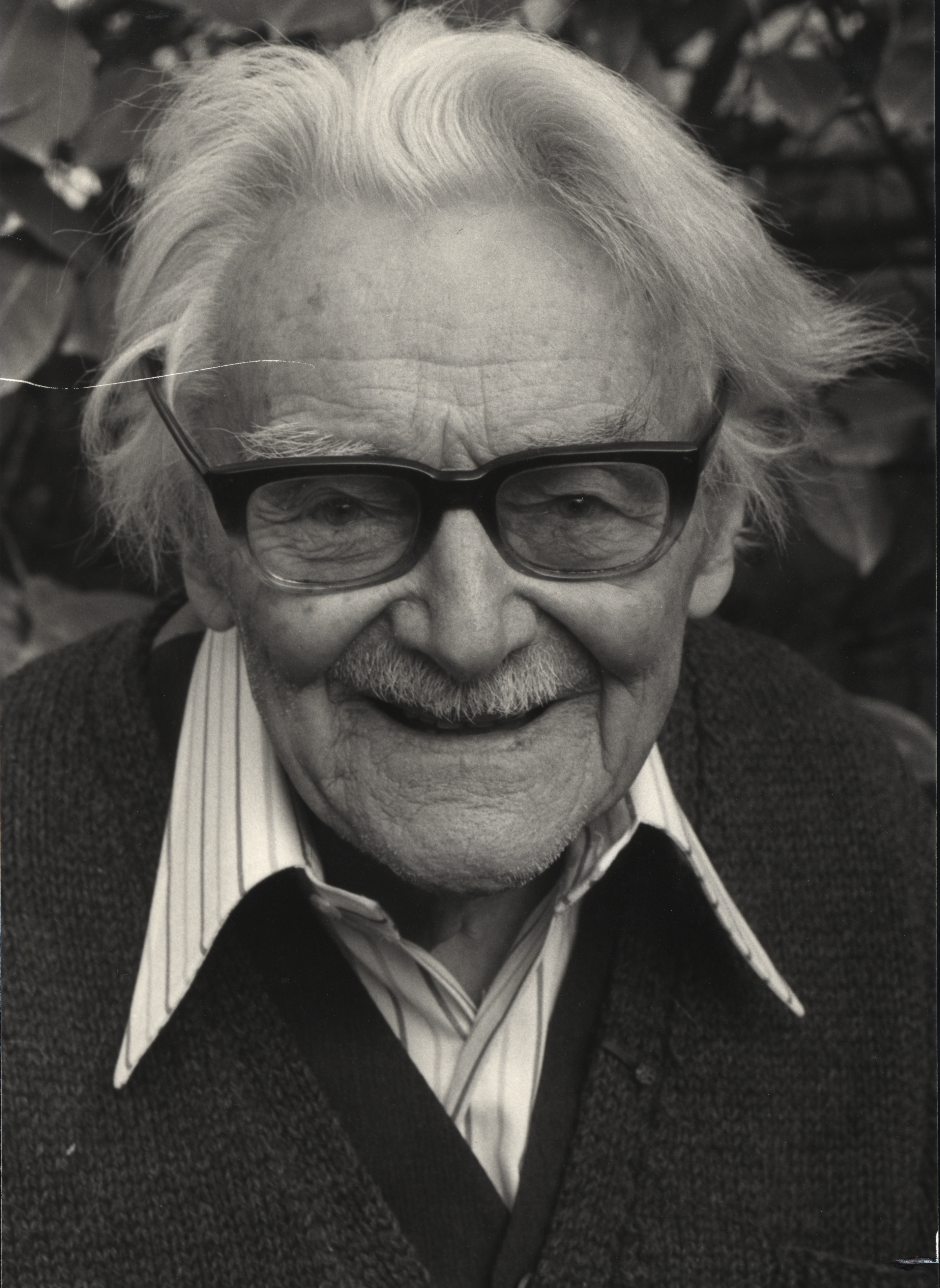
(circa 1960)

Josias Braun-Blanquet (Coira, 3 agosto 1884 – Montpellier, 20 settembre 1980) è stato un botanico svizzero.

## Vita
Si laurea in Biologia nel 1906, si occupò in particolare di fitosociologia, disciplina di cui fu il fondatore e ne divenne uno dei massimi esponenti europei. Nel 1928, a 44 anni, pubblica  Pflanzensoziologie  un trattato essenziale che trasforma la scuola franco-svizzera di Zurigo-Montpellier nella più importante in questo settore. 
Nel 1974 gli viene assegnata, dalla Linnean Society of London la prestigiosa
Medaglia Linneana come riconoscimento per il suo lavoro.

## Opere
Tra le sue opere più importanti:
- L'Origine et le développement des flores dans le Massif central de France, avec aperçu sur les migrations des flores dans l'Europe sud-occidentale (editore Schlüsselgasse, Zurigo, 1923).
- Études phytosociologiques en Auvergne (stampato da G. Mont-Louis, Clermont-Ferrand, 1926).
- Con G. Tallon e Stjepan Horvati (1899-1975), Comité international du Prodrome phytosociologique. Prodrome des groupements végétaux. ″Prodromus der Pflanzengesellschaften″. Fasc. 1. ″Ammophiletalia″ et ″Salicornietalia″ méditerranéens (Mari-Lavit, Montpellier, 1934).
- La Forêt d'yeuse languedocienne (Quercion illicis), monographie phytosociologique (Mari-Lavit, Montpellier, 1936).
- Con Wacław Gajewski, M. Wraber, J. Walas, Comité international du Prodrome phytosociologique. Prodrome des groupements végétaux. ″Prodromus der Pflanzengesellschaften″. Fasc. 3. Classe des ″Rudereto secalinetales″, groupements messicoles, culturaux et nitrophiles-rudérales du cercle de végétation méditerranéen (Mari-Lavit, Montpellier, 1936).
- Con M. Moor, Comité international du Prodrome phytosociologique. Prodromus der Pflanzengesellschaften. ″Prodrome des groupements végétaux″. Fasz. 5. Verband des ″Bromion erecti″ (1938).
- Con J. Vlieger et G. Sissingh, Comité international du Prodrome phytosociologique. ″Prodromus der Pflanzengesellschaften″. Prodrome des groupements végétaux. ″Fasz. 6. Klasse der Vaccinio-Piceetea, Nadelholz- und Vaccinienheiden (1939).
- Con René Molinier (1899-1975) e H. Wagner, Comité international du prodrome phytosociologique. Prodrome des groupements végétaux. Prodromus der Pflanzengesellschaften. Fasc. 7. Classe cisto-lavanduletea (landes siliceuses à cistes et lavandes) (Station internationale de géobotanique méditerranéenne et alpine, Montpellier, 1940).
- 1. La Station internat. de géobotanique méditerranéenne et alpine en 1941-43. 2. Sur l'importance pratique d'une carte détaillée des associations végétales de la France (Imprimerie de la Charité, Montpellier, 1944).
- Con R. Molinier, Marie Louis Emberger (1897-1969), Instructions pour l'établissement de la carte des groupements végétaux (Centre national de la recherche scientifique, 1947).
- La Végétation alpine des Pyrénées Orientales, étude de phyto-sociologie comparée (Monografías de la Estación de Estudios Pirenaicos y del Instituto Español de Edafología, Ecología y Fisiología Vegetal, 9 (Bot. 1). Consejo superior de Investigaciones Científicas, Barcelona, 1948).
- La Végétation de l'étage alpin des Pyrénées orientales comparée à celle des Alpes (El noticiero, Saragosse, 1950).
- Les Groupements végétaux de la France méditerranéenne (stamperia Macabet frères, Vaison-la-Romaine, 1952).
- Pflanzensoziologie: Grundzüge der Vegetationskunde (1928, 3ª edizione Springer, Vienna, 1964).
- Las comunidades vegetales de la depresión del Ebro y su dinamismo, con Oriol de Bolòs (Ayuntamiento de Zaragoza, 1987).